# Eurotia prostrata
Espèce
Eurotia prostrata est une espèce de plantes de la famille des Chenopodiaceae.